# Mesothema auriculatum
Mesothema auriculatum là một loài thực vật có mạch trong họ Blechnaceae. Loài này được (Cav.) C. Presl mô tả khoa học đầu tiên năm 1851.